# Karen Sillas
Karen Sillas (Brooklyn - New York, 5 juni 1963) is een Amerikaanse actrice.

## Biografie
Sillas werd geboren in de borough Brooklyn van New York. Zij heeft het acteren geleerd aan de conservatorium van de staatsuniversiteit van New York in Westchester County.
Sillas was in het verleden getrouwd met Peter Stormare met wie zij een dochter heeft. Vanaf 2002 is zij opnieuw getrouwd waaruit zij twee dochters heeft.

## Filmografie

### Films
- 2020 T11 Incomplete - als Kate Murphy
- 2015 Stuff - als Trish Murdoch
- 2014 Ned Rifle - als Alice Gardner
- 2001 On the Edge – als Anna
- 2001 Among Thieves – als Chloe
- 2000 75 Degrees in July – als Letty Anderson
- 1999 Bad Money – als Jan Wells
- 1999 As the Time Runs Out – als Janet Wise
- 1998 Reach the Rock – als Donna
- 1998 Sour Grapes – als Joan
- 1997 Lies He Told – als Alyson Haywood
- 1997 Night Sins – als dr. Hannah Garrison
- 1996 The Beast – als Kathryn Marcus
- 1996 Female Perversions – als Renee
- 1995 Flirt – als dr. Clint
- 1994 Risk – als Maya
- 1994 What Happened Was... – als Jackie Marsh
- 1993 Trip nach Tunis – als Ina Pallant
- 1992 Simple Men – als Kate
- 1991 Liebestraum – als verpleegster
- 1990 Trust – als verpleegster Paine

### Televisieseries
Uitgezonderd eenmalige gastrollen.
- 2005 Wanted – als Mariah Belichek – 8 afl.
- 1994-1995 Under Suspocion – als rechercheur Rose Phillips – 18 afl.

- Bibliothèque nationale de France: cb14227326p (data)
- Gemeinsame Normdatei: 135615267
- International Standard Name Identifier: 0000 0001 1444 8066
- Library of Congress Control Number: no99010102
- Nationale Bibliotheek van Polen: a0000001835100
- Système universitaire de documentation: 059725745
- Virtual International Authority File: 56241603
- WorldCat: E39PBJrGqV3FMqkjHXvjb6kVYP